# Sigma Point
Der Sigma Point ist eine rechteckige und felsige Landspitze an der Ingrid-Christensen-Küste des ostantarktischen Prinzessin-Elisabeth-Lands. Sie ragt am Südrand der Vestfoldberge in die Nordflanke des Sørsdal-Gletschers hinein.
Das Antarctic Names Committee of Australia benannte sie 1983 an die Form der Erosionen auf der Landspitze, die an den griechischen Buchstaben Sigma erinnern.